# Gymnadenia odoratissima
Gymnadenia odoratissima es una especie de orquídea de  hábito terrestre. Es originaria de Europa. 

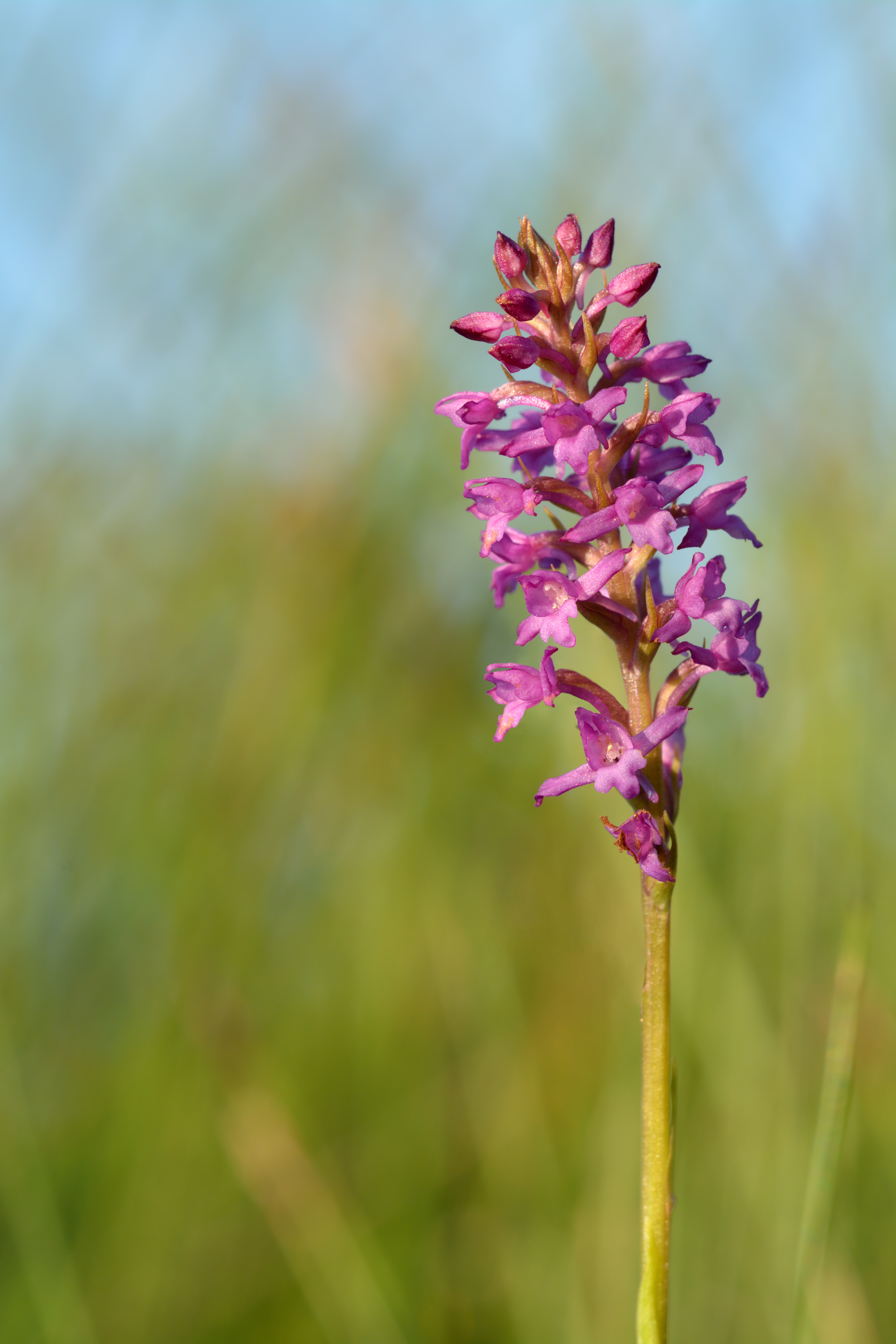
Gymnadenia odoratissima

## Descripción
Es una orquídea terrestre de tamaño pequeño a mediano, prefiere clima fresco creciente. Es similar a Gymnadenia conopsea excepto que tiene un tallo corto y 4 a 6 hojas y flores en una inflorescencia cilíndrica, a menudo flexible, densamente cubierta con muchas flores, de 22,5 a 37,5 cm de largo, la inflorescencia en racimo está dulcemente perfumada, con flores de color variable que se producen en el primavera y verano.

## Distribución
Es nativa de Europa.  Se han encontrado en Suecia, España, Francia, Bélgica, Alemania, Checoslovaquia, Austria, Hungría, Suiza, Italia, Yugoslavia, Rumania, Polonia, Bielorrusia, Ucrania y Rusia.

## Nombres comunes
- Español:
- Alemán: Wohlriechende Händelwurz
- Hornjoserbsce: Wonjata kukawka
- Lituano: Kvapusis plauretis
- Holandés: Welriekende muggenorchis
- Polaco: Gółka wonna
- Sueco: Luktsporre ·

## Sinonimia
- Gymnadenia graminea Dworschak 2002
- Gymnadenia heteroglossa E.G.Camus 1908
- Gymnadenia rhodopea Formánek 1897
- Gymnadenia suaveolens Rchb.f. 1856
- Habenaria odoratissima L. Franch. 1885
- Orchis erubescens Zucc. 1824
- Orchis munbyana Boiss. & Reut. 1852
- Orchis odoratissima L. 1763
- Orchis pyrenaica Philippe 1859
- Satyrium odoratissimum (L.) Wahlenb. 1826[2]